# Národní park Severovýchodní Grónsko
Národní park Severovýchodní Grónsko (grónsky Kalaallit Nunaanni nuna eqqissisimatitaq) je jeden ze šesti národních parků Dánska. Rozkládá se v Grónsku a jde o největší národní park na světě s rozlohou 972 001 km². Je to zároveň nejsevernější park na světě, jeho nejsevernější bod dosahuje ještě blíže k pólu, než hranice Národního parku Quttinirpaaq v Kanadě. Pokrývá severovýchodní pobřeží a zasahuje hluboko do vnitrozemí Grónska. Byl vyhlášen v roce 1974.

## Předmět ochrany
Chráněna je zde četná arktická fauna: pižmoni (odhaduje se 5000 až 15 000 pižmoňů, což je 40 % světové populace), lední medvědi, mroži, polární liška, lasice, sobi, zajíc polární, tuleň kroužkovaný, tuleň vousatý, tuleň grónský, čepcol hřebenatý, narval a běluha severní. Z druhů ptáků jsou zde zastoupeni potáplice lední, berneška bělolící, husa krátkozobá, kajka mořská, kajka královská, raroh lovecký, sovice sněžní, jespák písečný, bělokur horský a krkavec.

## Největší biosférická rezervace světa
Území Národního parku Severovýchodní Grónsko bylo již v roce 1977 zapsáno na seznam biosférických rezervací UNESCO. Se svojí rozlohou 97 miliónů hektarů je to největší biosférická rezervace na světě. Rezervaci spravuje grónské ministerstvo životního prostředí, sídlo správy je v hlavní městě Grónska – Nuuku.